# Jan Ertmański
Jan Ertmański (ur. 5 października 1902 w Poznaniu, zm. 10 maja 1968 w Londynie) – polski bokser, olimpijczyk.

## Życiorys
Był jednym z pionierów uprawiania boksu w Polsce. Jako jeden z pierwszych opanował techniczne elementy walki pięściarskiej. Startował w Igrzyskach Olimpijskich w Paryżu 1924 w wadze półśredniej, ale odpadł w pierwszej walce (podobnie jak wszyscy inni reprezentanci Polski).
Był dwukrotnym mistrzem Polski w 1924 w wadze półśredniej (były to pierwsze mistrzostwa Polski) oraz w 1926 w wadze średniej. Trzykrotnie zdobywał mistrzostwo okręgu poznańskiego w wadze średniej (1925, 1926, 1928). Walczył w klubach poznańskich: Wielkopolskim Klubie Bokserskim, Pentatlonie i Warcie. Stoczył ponad 300 amatorskich walk. Był nauczycielem Feliksa Stamma.
Po powstaniu warszawskim przeszedł przez obozy koncentracyjne w Dachau i Buchenwaldzie. Po wojnie mieszkał w Londynie, gdzie zmarł. Pochowany na Hendon Cemetery.